# 1848 في الولايات المتحدة
فيما يلي قوائم الأحداث التي وقعت خلال عام 1848 في الولايات المتحدة.

## أحداث
- 24 يناير – حمى ذهب كاليفورنيا

## سياسة

### تعيين في المنصب
- 1 يناير – هاميلتون فيش نائب حاكم نيويورك [الإنجليزية]‏.
- 8 يونيو – هانيبال هاملين عضو مجلس الشيوخ الأمريكي.
- 21 يونيو – إسحاق توكي نائب عام الولايات المتحدة.
- 1 يوليو – وليام آر كنج عضو مجلس الشيوخ الأمريكي.
- 6 سبتمبر – جون جيه كريتندن حاكم كنتاكي [الإنجليزية]‏.
- 1 أكتوبر – كارلوس كوليدج حاكم فيرمونت [الإنجليزية]‏.

### انتهاء فترة المنصب
- 1 يناير – ديفيد جي بيرنت وزير خارجية تكساس [الإنجليزية]‏.
- 17 مارس – ناثان كليفورد نائب عام الولايات المتحدة.
- 1 سبتمبر – بنيامين فرانكلين بتلر محامي الولايات المتحدة للمنطقة الجنوبية من نيويورك [الإنجليزية]‏.
- 31 ديسمبر – هاميلتون فيش نائب حاكم نيويورك [الإنجليزية]‏.

## مواليد

### يناير
- 1 يناير – ويلبر فيسك لونت قاضي من الولايات المتحدة الأمريكية.
- 20 يناير – فرانسيس كورتناي بايلور[1]

### فبراير
- 5 فبراير – بيل ستار[2]
- 18 فبراير – لويس كومفورت تيفاني[3]

### مارس
- 10 مارس – وليام كورترايت ممثل من الولايات المتحدة الأمريكية.[4]
- 29 مارس – بنيامين فرانكلين تيلي ضابط من الولايات المتحدة الأمريكية.

### يونيو
- 18 يونيو – إرنست ميريت فيزيائي أمريكي.
- 24 يونيو – بروكس آدامز[5]

### أغسطس
- 27 نوفمبر – هنري أغسطس رولاند فيزيائي أمريكي.[6][6]

### أكتوبر
- 17 أكتوبر – ترومان ألدريتش مهندس مدني وعالم إحياء قديمة وسياسي أمريكي توفي في 28 أبريل 1932.[7]

### نوفمبر
- 2 نوفمبر – ليزلي مورتيمر شو سياسي أمريكي.[8]
- 27 نوفمبر – هنري أغسطس رولاند فيزيائي أمريكي.[6][6]

### ديسمبر
- 9 ديسمبر – جويل تشاندلر هاريس[9]

## وفيات

### يناير
- 1 يناير – آدم رانكين الكسندر (مواليد 1781) سياسي أمريكي.[10]
- 29 يناير – جون ونستون جونز (مواليد 1791) سياسي أمريكي.[11]

### فبراير
- 2 فبراير – جوناثان ألين (مواليد 1787)
- 23 فبراير – جون كوينسي آدامز (مواليد 1767) رئيس الولايات المتحدة الأمريكية الأسبق.[12]

### أكتوبر
- 1 أكتوبر – جورج وليام دمدم (مواليد 1786) سياسي أمريكي.
- 25 أكتوبر – ديكسون هال لويس (مواليد 1802) سياسي أمريكي.[13]
- 31 أكتوبر – ستيفن كيرني (مواليد 1794) سياسي أمريكي.[14]

### نوفمبر
- 13 نوفمبر – روبرت ميتشل (مواليد 1778) سياسي أمريكي.[15]